# Interlands Pools voetbalelftal 1970-1979
Deze pagina toont een chronologisch en gedetailleerd overzicht van de interlands die het Pools voetbalelftal heeft gespeeld in de periode 1970 – 1979.

## Interlands

### 1970
|                                                                    |                                      |       |       |                                                                                 |
| 2 mei Vriendschappelijk № 228 «onderlinge duels» 14:00 uur (UTC+1) | Hongarije                            | 2 – 0 | Polen | Népstadion, Boedapest Toeschouwers: 9.054 Scheidsrechter: Wolfgang Riedel (DDR) |
| 2 mei Vriendschappelijk № 228 «onderlinge duels» 14:00 uur (UTC+1) | László Fazekas 57' László Karsai 80' |       |       | Népstadion, Boedapest Toeschouwers: 9.054 Scheidsrechter: Wolfgang Riedel (DDR) |

|                                                                    |                                          |       |                |                                                                                              |
| 6 mei Vriendschappelijk № 229 «onderlinge duels» 17:00 uur (UTC+1) | Polen                                    | 2 – 1 | Ierland        | Stadion im. 22 lipca, Poznań Toeschouwers: 23.232 Scheidsrechter: Vladimir Tolchinskiy (URS) |
| 6 mei Vriendschappelijk № 229 «onderlinge duels» 17:00 uur (UTC+1) | Marian Kozerski 9' Zygfryd Szołtysik 25' |       | 84' Don Givens | Stadion im. 22 lipca, Poznań Toeschouwers: 23.232 Scheidsrechter: Vladimir Tolchinskiy (URS) |

|                                                                    |                     |       |                    |                                                                                   |
| 16 mei Vriendschappelijk № 90 «onderlinge duels» 16:15 uur (UTC+1) | Polen               | 1 – 1 | DDR                | Stadion Miejski, Krakau Toeschouwers: 26.595 Scheidsrechter: Nicolae Rainea (ROU) |
| 16 mei Vriendschappelijk № 90 «onderlinge duels» 16:15 uur (UTC+1) | Kazimierz Deyna 20' |       | 22' Eberhard Vogel | Stadion Miejski, Krakau Toeschouwers: 26.595 Scheidsrechter: Nicolae Rainea (ROU) |

|                                                                     |            |                                   |       |                                                                                         |
| 19 mei Vriendschappelijk № 231 «onderlinge duels» 19:00 uur (UTC+1) | Denemarken | 0 – 2                             | Polen | Københavns Idrætspark, Kopenhagen Toeschouwers: 15.302 Scheidsrechter: Einar Røed (NOR) |
| 19 mei Vriendschappelijk № 231 «onderlinge duels» 19:00 uur (UTC+1) |            | 25' Jan Banaś 88' Andrzej Jarosik |       | Københavns Idrætspark, Kopenhagen Toeschouwers: 15.302 Scheidsrechter: Einar Røed (NOR) |

|                                                                      |                                     |       |      |                                                                                         |
| 22 juli Vriendschappelijk № 232 «onderlinge duels» 16:00 uur (UTC+1) | Polen                               | 2 – 0 | Irak | Stadion Miejski, Szczecin Toeschouwers: 30.000 Scheidsrechter: Stanisław Eksztajn (POL) |
| 22 juli Vriendschappelijk № 232 «onderlinge duels» 16:00 uur (UTC+1) | Zygfryd Szołtysik 68' Jan Banaś 80' |       |      | Stadion Miejski, Szczecin Toeschouwers: 30.000 Scheidsrechter: Stanisław Eksztajn (POL) |

|                                                                          |                                                                                                |       |            |                                                                                                 |
| 2 september Vriendschappelijk № 233 «onderlinge duels» 16:30 uur (UTC+1) | Polen                                                                                          | 5 – 0 | Denemarken | Stadion Dziesięciolecia, Warschau Toeschouwers: 33.635 Scheidsrechter: Josip-Drago Horvat (YUG) |
| 2 september Vriendschappelijk № 233 «onderlinge duels» 16:30 uur (UTC+1) | Włodzimierz Lubański 4' Kazimierz Deyna 13' Joachim Marx 59' Joachim Marx 61' Joachim Marx 81' |       |            | Stadion Dziesięciolecia, Warschau Toeschouwers: 33.635 Scheidsrechter: Josip-Drago Horvat (YUG) |

|                                                                          | |       |       |                                                                                  |
| 6 september Vriendschappelijk № 234 «onderlinge duels» 15:00 uur (UTC+1) | DDR | 5 – 0 | Polen | Ostseestadion, Rostock Toeschouwers: 15.000 Scheidsrechter: Yuriy Bocharov (URS) |
| 6 september Vriendschappelijk № 234 «onderlinge duels» 15:00 uur (UTC+1) | Michael Strempel 36' Helmut Stein 48' Hans-Jürgen Kreische 55' Eberhard Vogel 67' (pen.) Hans-Jürgen Kreische 84' |       |       | Ostseestadion, Rostock Toeschouwers: 15.000 Scheidsrechter: Yuriy Bocharov (URS) |

|                                                                           |         |                                                |       |                                                                               |
| 23 september Vriendschappelijk № 235 «onderlinge duels» 20:00 uur (UTC+1) | Ierland | 0 – 2                                          | Polen | Dalymount Park, Dublin Toeschouwers: 17.000 Scheidsrechter: Danny Lyden (ENG) |
| 23 september Vriendschappelijk № 235 «onderlinge duels» 20:00 uur (UTC+1) |         | 26' Władysław Stachurski 36' Zygfryd Szołtysik |       | Dalymount Park, Dublin Toeschouwers: 17.000 Scheidsrechter: Danny Lyden (ENG) |

|                                                                            |                                                                   |       |         |                                                                                     |
| 14 oktober EK 1972 kwalificatie № 236 «onderlinge duels» 17:30 uur (UTC+1) | Polen                                                             | 3 – 0 | Albanië | Śląskistadion, Chorzów Toeschouwers: 8.507 Scheidsrechter: Andreas Kouniaides (CYP) |
| 14 oktober EK 1972 kwalificatie № 236 «onderlinge duels» 17:30 uur (UTC+1) | Robert Gadocha 19' Włodzimierz Lubański 83' Zygfryd Szołtysik 90' |       |         | Śląskistadion, Chorzów Toeschouwers: 8.507 Scheidsrechter: Andreas Kouniaides (CYP) |

|                                                                         |                                     |       |                                       |                                                                                 |
| 25 oktober Vriendschappelijk № 237 «onderlinge duels» 18:00 uur (UTC+1) | Tsjecho-Slowakije                   | 2 – 2 | Polen                                 | Letenský Stadion, Praag Toeschouwers: 3.000 Scheidsrechter: Gerhard Kunze (DDR) |
| 25 oktober Vriendschappelijk № 237 «onderlinge duels» 18:00 uur (UTC+1) | Pavel Stratil 50' Pavel Stratil 84' |       | 30' Marian Kozerski 40' Bernard Blaut | Letenský Stadion, Praag Toeschouwers: 3.000 Scheidsrechter: Gerhard Kunze (DDR) |

### 1971
|                                                                    |                                |       |                                                                                  |                                                                                                   |
| 5 mei Vriendschappelijk № 238 «onderlinge duels» 20:30 uur (UTC+1) | Zwitserland                    | 2 – 4 | Polen                                                                            | Stade Olympique de la Pontaise, Lausanne Toeschouwers: 18.000 Scheidsrechter: Joseph Hannet (BEL) |
| 5 mei Vriendschappelijk № 238 «onderlinge duels» 20:30 uur (UTC+1) | Fritz Künzli 22' Köbi Kuhn 78' |       | 38' Zygfryd Szołtysik 53' Jan Banaś 72' Kazimierz Deyna 74' Włodzimierz Lubański | Stade Olympique de la Pontaise, Lausanne Toeschouwers: 18.000 Scheidsrechter: Joseph Hannet (BEL) |

|                                                      |                 |       |              |                                                                                     |
| 12 mei EK 1972 kwalificatie № 239 «onderlinge duels» | Albanië         | 1 – 1 | Polen        | Qemal Stafastadion, Tirana Toeschouwers: 18.812 Scheidsrechter: Robert Héliès (FRA) |
| 12 mei EK 1972 kwalificatie № 239 «onderlinge duels» | Medin Zhega 32' |       | 7' Jan Banaś | Qemal Stafastadion, Tirana Toeschouwers: 18.812 Scheidsrechter: Robert Héliès (FRA) |

|                                                                              | |       |                 |                                                                                        |
| 22 september EK 1972 kwalificatie № 240 «onderlinge duels» 15:15 uur (UTC+1) | Polen | 5 – 1 | Turkije         | Stadion Miejski, Krakau Toeschouwers: 20.241 Scheidsrechter: Antoine Queudeville (LUX) |
| 22 september EK 1972 kwalificatie № 240 «onderlinge duels» 15:15 uur (UTC+1) | Bronisław Bula 33' Włodzimierz Lubański 62' Robert Gadocha 69' Włodzimierz Lubański 73' Włodzimierz Lubański 90' |       | 83' Nihat Yayöz | Stadion Miejski, Krakau Toeschouwers: 20.241 Scheidsrechter: Antoine Queudeville (LUX) |

|                                                                            |                    |       |                                                      |                                                                                                  |
| 10 oktober EK 1972 kwalificatie № 341 «onderlinge duels» 12:00 uur (UTC+1) | Polen              | 1 – 3 | West-Duitsland                                       | Stadion Dziesięciolecia, Warschau Toeschouwers: 83.570 Scheidsrechter: Ferdinand Marschall (AUT) |
| 10 oktober EK 1972 kwalificatie № 341 «onderlinge duels» 12:00 uur (UTC+1) | Robert Gadocha 28' |       | 29' Gerd Müller 64' Gerd Müller 70' Jürgen Grabowski | Stadion Dziesięciolecia, Warschau Toeschouwers: 83.570 Scheidsrechter: Ferdinand Marschall (AUT) |

|                                                                             |                |       |       |                                                                                  |
| 17 november EK 1972 kwalificatie № 242 «onderlinge duels» 15:00 uur (UTC+1) | West-Duitsland | 0 – 0 | Polen | Volksparkstadion, Hamburg Toeschouwers: 60.448 Scheidsrechter: Bill Mullan (SCO) |
| 17 november EK 1972 kwalificatie № 242 «onderlinge duels» 15:00 uur (UTC+1) |                |       |       | Volksparkstadion, Hamburg Toeschouwers: 60.448 Scheidsrechter: Bill Mullan (SCO) |

|                                                                            |                 |       |       |                                                                                      |
| 5 december EK 1972 kwalificatie № 243 «onderlinge duels» 14:30 uur (UTC+2) | Turkije         | 1 – 0 | Polen | İzmir Atatürkstadion, İzmir Toeschouwers: 57.794 Scheidsrechter: Petar Nikolov (BUL) |
| 5 december EK 1972 kwalificatie № 243 «onderlinge duels» 14:30 uur (UTC+2) | Cemil Turan 52' |       |       | İzmir Atatürkstadion, İzmir Toeschouwers: 57.794 Scheidsrechter: Petar Nikolov (BUL) |

### 1972
|                                                                                                 |                                                                 |       |                          |                                                                                        |
| 16 april Olympisch kwalificatietoernooi voetbal 1972 № 244 «onderlinge duels» 16:30 uur (UTC+2) | Bulgarije                                                       | 3 – 1 | Polen                    | Beroestadion, Stara Zagora Toeschouwers: 20.000 Scheidsrechter: Victor Pădureanu (ROU) |
| 16 april Olympisch kwalificatietoernooi voetbal 1972 № 244 «onderlinge duels» 16:30 uur (UTC+2) | Hristo Bonev 67' (pen.) Dinko Dermendzhiev 80' Hristo Bonev 88' |       | 38' Włodzimierz Lubański | Beroestadion, Stara Zagora Toeschouwers: 20.000 Scheidsrechter: Victor Pădureanu (ROU) |

|                                                                                              |                                              |       |           |                                                                                            |
| 7 mei Olympisch kwalificatietoernooi voetbal 1972 № 245 «onderlinge duels» 16:00 uur (UTC+1) | Polen                                        | 3 – 0 | Bulgarije | Stadion Dziesięciolecia, Warschau Toeschouwers: 60.000 Scheidsrechter: Alois Kessler (AUT) |
| 7 mei Olympisch kwalificatietoernooi voetbal 1972 № 245 «onderlinge duels» 16:00 uur (UTC+1) | Jan Banaś 20' Jan Banaś 75' Joachim Marx 85' |       |           | Stadion Dziesięciolecia, Warschau Toeschouwers: 60.000 Scheidsrechter: Alois Kessler (AUT) |

|                                                                     |       |       |             |                                                                                       |
| 10 mei Vriendschappelijk № 246 «onderlinge duels» 17:00 uur (UTC+1) | Polen | 0 – 0 | Zwitserland | Stadion im. 22 lipca, Poznań Toeschouwers: 25.000 Scheidsrechter: Rudi Glöckner (DDR) |
| 10 mei Vriendschappelijk № 246 «onderlinge duels» 17:00 uur (UTC+1) |       |       |             | Stadion im. 22 lipca, Poznań Toeschouwers: 25.000 Scheidsrechter: Rudi Glöckner (DDR) |

| Olympische Spelen 1972 |
| ---------------------- |

|                                                               |       |                                                                                    |       |                                                                                |
| 30 augustus Olympische Spelen Groep D № 247 16:30 uur (UTC+1) | Ghana | 0 – 4                                                                              | Polen | Jahnstadion, Regensburg Toeschouwers: 2.200 Scheidsrechter: Kan Chee Lee (HKG) |
| 30 augustus Olympische Spelen Groep D № 247 16:30 uur (UTC+1) |       | 42' Włodzimierz Lubański 59' Robert Gadocha 87' Kazimierz Deyna 89' Robert Gadocha |       | Jahnstadion, Regensburg Toeschouwers: 2.200 Scheidsrechter: Kan Chee Lee (HKG) |

|                                                                                  |                     |       |                                  |                                                                                            |
| 1 september Olympische Spelen Groep D № 248 «onderlinge duels» 16:30 uur (UTC+1) | DDR                 | 1 – 2 | Polen                            | Städtisches Stadion, Neurenberg Toeschouwers: 5.000 Scheidsrechter: Werner Winsemann (CAN) |
| 1 september Olympische Spelen Groep D № 248 «onderlinge duels» 16:30 uur (UTC+1) | Joachim Streich 45' |       | 6' Jerzy Gorgoń 64' Jerzy Gorgoń | Städtisches Stadion, Neurenberg Toeschouwers: 5.000 Scheidsrechter: Werner Winsemann (CAN) |

|                                                                                  |                  |       |                     |                                                                                      |
| 3 september Olympische Spelen Groep 2 № 249 «onderlinge duels» 15:00 uur (UTC+1) | Denemarken       | 1 – 1 | Polen               | Jahnstadion, Regensburg Toeschouwers: 4.000 Scheidsrechter: Abdelkader Aouissi (ALG) |
| 3 september Olympische Spelen Groep 2 № 249 «onderlinge duels» 15:00 uur (UTC+1) | Heino Hansen 29' |       | 36' Kazimierz Deyna | Jahnstadion, Regensburg Toeschouwers: 4.000 Scheidsrechter: Abdelkader Aouissi (ALG) |

|                                                                                  |                                                  |       |                  |                                                                                |
| 5 september Olympische Spelen Groep 2 № 250 «onderlinge duels» 16:30 uur (UTC+1) | Polen                                            | 2 – 1 | Sovjet-Unie      | Rosenaustadion, Augsburg Toeschouwers: 5.000 Scheidsrechter: Henry Øberg (NOR) |
| 5 september Olympische Spelen Groep 2 № 250 «onderlinge duels» 16:30 uur (UTC+1) | Kazimierz Deyna 79' (pen.) Zygfryd Szołtysik 87' |       | 28' Oleh Blochin | Rosenaustadion, Augsburg Toeschouwers: 5.000 Scheidsrechter: Henry Øberg (NOR) |

|                                                                                  |         | |       |                                                                                              |
| 8 september Olympische Spelen Groep 2 № 251 «onderlinge duels» 16:30 uur (UTC+1) | Marokko | 0 – 5 | Polen | Städtisches Stadion, Neurenberg Toeschouwers: 500 Scheidsrechter: Francesco Francescon (ITA) |
| 8 september Olympische Spelen Groep 2 № 251 «onderlinge duels» 16:30 uur (UTC+1) |         | 2' Kazimierz Kmiecik 10' Włodzimierz Lubański 45' (pen.) Kazimierz Deyna 63' Robert Gadocha 84' Kazimierz Deyna |       | Städtisches Stadion, Neurenberg Toeschouwers: 500 Scheidsrechter: Francesco Francescon (ITA) |

|                                                                                  |                 |       |                                         |                                                                                     |
| 10 september Olympische Spelen Finale № 252 «onderlinge duels» 20:15 uur (UTC+1) | Hongarije       | 1 – 2 | Polen                                   | Olympiastadion, München Toeschouwers: 80.000 Scheidsrechter: Kurt Tschenscher (FRG) |
| 10 september Olympische Spelen Finale № 252 «onderlinge duels» 20:15 uur (UTC+1) | Béla Váradi 42' |       | 47' Kazimierz Deyna 66' Kazimierz Deyna | Olympiastadion, München Toeschouwers: 80.000 Scheidsrechter: Kurt Tschenscher (FRG) |

|  |  |  |  |  |  |  |  |  |

|                                                                         |                                                            |       |                   |                                                                                                |
| 15 oktober Vriendschappelijk № 253 «onderlinge duels» 12:00 uur (UTC+1) | Polen                                                      | 3 – 0 | Tsjecho-Slowakije | Zdzisław Krzyszkowiakstadion, Bydgoszcz Toeschouwers: 40.000 Scheidsrechter: Ratko Čanak (YUG) |
| 15 oktober Vriendschappelijk № 253 «onderlinge duels» 12:00 uur (UTC+1) | Kazimierz Deyna 28' Kazimierz Deyna 35' Robert Gadocha 63' |       |                   | Zdzisław Krzyszkowiakstadion, Bydgoszcz Toeschouwers: 40.000 Scheidsrechter: Ratko Čanak (YUG) |

### 1973
|                                                                       |                                                                                                  |       |                  |                                                                            |
| 20 maart Vriendschappelijk № 254 «onderlinge duels» 17:00 uur (UTC+1) | Polen                                                                                            | 4 – 0 | Verenigde Staten | Stadion ŁKS, Łódź Toeschouwers: 20.000 Scheidsrechter: Heinz Einbeck (DDR) |
| 20 maart Vriendschappelijk № 254 «onderlinge duels» 17:00 uur (UTC+1) | Włodzimierz Lubański 17' Włodzimierz Lubański 24' Henryk Kasperczak 55' Włodzimierz Lubański 84' |       |                  | Stadion ŁKS, Łódź Toeschouwers: 20.000 Scheidsrechter: Heinz Einbeck (DDR) |

|                                                                          |                                      |       |       |                                                                                     |
| 28 maart WK 1974 kwalificatie № 255 «onderlinge duels» 19:30 uur (UTC+1) | Wales                                | 2 – 0 | Polen | Ninian Park, Cardiff Toeschouwers: 12.753 Scheidsrechter: Antonio Rigo Sureda (ESP) |
| 28 maart WK 1974 kwalificatie № 255 «onderlinge duels» 19:30 uur (UTC+1) | Leighton James 46' Trevor Hockey 85' |       |       | Ninian Park, Cardiff Toeschouwers: 12.753 Scheidsrechter: Antonio Rigo Sureda (ESP) |

|                                                                     |                                              |       |                                          |                                                                                          |
| 13 mei Vriendschappelijk № 256 «onderlinge duels» 15:00 uur (UTC+1) | Polen                                        | 2 – 2 | Joegoslavië                              | Stadion Dziesięciolecia, Warschau Toeschouwers: 35.000 Scheidsrechter: Henry Øberg (NOR) |
| 13 mei Vriendschappelijk № 256 «onderlinge duels» 15:00 uur (UTC+1) | Włodzimierz Lubański 1' Bohdan Masztaler 86' |       | 15' Miroslav Pavlović 59' Nenad Bjeković | Stadion Dziesięciolecia, Warschau Toeschouwers: 35.000 Scheidsrechter: Henry Øberg (NOR) |

|                                                                     |                                                   |       |         |                                                                                  |
| 16 mei Vriendschappelijk № 257 «onderlinge duels» 17:30 uur (UTC+1) | Polen                                             | 2 – 0 | Ierland | Olympiastadion, Wrocław Toeschouwers: 35.000 Scheidsrechter: Gerhard Kunze (DDR) |
| 16 mei Vriendschappelijk № 257 «onderlinge duels» 17:30 uur (UTC+1) | Włodzimierz Lubański 14' Włodzimierz Lubański 83' |       |         | Olympiastadion, Wrocław Toeschouwers: 35.000 Scheidsrechter: Gerhard Kunze (DDR) |

|                                                                        |                                            |       |          |                                                                                 |
| 6 juni WK 1974 kwalificatie № 258 «onderlinge duels» 17:30 uur (UTC+1) | Polen                                      | 2 – 0 | Engeland | Śląskistadion, Chorzów Toeschouwers: 73.714 Scheidsrechter: Paul Schiller (AUT) |
| 6 juni WK 1974 kwalificatie № 258 «onderlinge duels» 17:30 uur (UTC+1) | Robert Gadocha 7' Włodzimierz Lubański 47' |       |          | Śląskistadion, Chorzów Toeschouwers: 73.714 Scheidsrechter: Paul Schiller (AUT) |

|                                                       |                |       |                                                               |                                                                                     |
| 1 augustus Vriendschappelijk № 259 «onderlinge duels» | Canada         | 1 – 3 | Polen                                                         | Varsity Stadium, Toronto Toeschouwers: 18.524 Scheidsrechter: Arturo Yamasaki (MEX) |
| 1 augustus Vriendschappelijk № 259 «onderlinge duels» | Gary Aubert 9' |       | 66' (pen.) Robert Gadocha 83' Jerzy Gorgoń 88' Robert Gadocha | Varsity Stadium, Toronto Toeschouwers: 18.524 Scheidsrechter: Arturo Yamasaki (MEX) |

|                                                                         |                  |                       |       |                                                                               |
| 3 augustus Vriendschappelijk № 260 «onderlinge duels» 20:30 uur (UTC−5) | Verenigde Staten | 0 – 1                 | Polen | Soldier Field, Chicago Toeschouwers: 11.070 Scheidsrechter: John Davies (CAN) |
| 3 augustus Vriendschappelijk № 260 «onderlinge duels» 20:30 uur (UTC−5) |                  | 87' Henryk Kasperczak |       | Soldier Field, Chicago Toeschouwers: 11.070 Scheidsrechter: John Davies (CAN) |

|                                                                         |        |                  |       | |
| 5 augustus Vriendschappelijk № 261 «onderlinge duels» 16:00 uur (UTC−7) | Mexico | 0 – 1            | Polen | Los Angeles Memorial Coliseum, Los Angeles Toeschouwers: 19.804 Scheidsrechter: Toros Kibritjian (USA) |
| 5 augustus Vriendschappelijk № 261 «onderlinge duels» 16:00 uur (UTC−7) |        | 62' Jerzy Gorgoń |       | Los Angeles Memorial Coliseum, Los Angeles Toeschouwers: 19.804 Scheidsrechter: Toros Kibritjian (USA) |

|                                                       |                          |       |                                     |                                                                                           |
| 8 augustus Vriendschappelijk № 262 «onderlinge duels» | Mexico                   | 1 – 2 | Polen                               | Estadio Tecnológico, Monterrey Toeschouwers: 30.000 Scheidsrechter: Arturo Yamasaki (MEX) |
| 8 augustus Vriendschappelijk № 262 «onderlinge duels» | Javier Guzman 54' (pen.) |       | 59' Jerzy Gorgoń 86' Robert Gadocha | Estadio Tecnológico, Monterrey Toeschouwers: 30.000 Scheidsrechter: Arturo Yamasaki (MEX) |

|                                                                          |                  |                                                                                      |       |                                                                                         |
| 10 augustus Vriendschappelijk № 263 «onderlinge duels» 20:30 uur (UTC−7) | Verenigde Staten | 0 – 4                                                                                | Polen | Kezar Stadium, San Francisco Toeschouwers: 6.000 Scheidsrechter: Toros Kibritjian (USA) |
| 10 augustus Vriendschappelijk № 263 «onderlinge duels» 20:30 uur (UTC−7) |                  | 36' Kazimierz Kmiecik 47' Kazimierz Kmiecik 72' Andrzej Szarmach 88' Zenon Kasztelan |       | Kezar Stadium, San Francisco Toeschouwers: 6.000 Scheidsrechter: Toros Kibritjian (USA) |

|                                                                          |                  |       |       |                                                                                      |
| 12 augustus Vriendschappelijk № 264 «onderlinge duels» 16:00 uur (UTC−4) | Verenigde Staten | 1 – 0 | Polen | Veterans Stadium, New Britain Toeschouwers: 7.500 Scheidsrechter: Roger Schott (USA) |
| 12 augustus Vriendschappelijk № 264 «onderlinge duels» 16:00 uur (UTC−4) | Al Trost 37'     |       |       | Veterans Stadium, New Britain Toeschouwers: 7.500 Scheidsrechter: Roger Schott (USA) |

|                                                                          |           |                                     |       |                                                                                        |
| 19 augustus Vriendschappelijk № 265 «onderlinge duels» 17:00 uur (UTC+2) | Bulgarije | 0 – 2                               | Polen | Joeri Gagarinstadion, Varna Toeschouwers: 40.000 Scheidsrechter: Hristos Kouyias (GRE) |
| 19 augustus Vriendschappelijk № 265 «onderlinge duels» 17:00 uur (UTC+2) |           | 44' Grzegorz Lato 70' Grzegorz Lato |       | Joeri Gagarinstadion, Varna Toeschouwers: 40.000 Scheidsrechter: Hristos Kouyias (GRE) |

|                                                                              |                                                       |       |       |                                                                                |
| 26 september WK 1974 kwalificatie № 266 «onderlinge duels» 17:30 uur (UTC+1) | Polen                                                 | 3 – 0 | Wales | Śląskistadion, Chorzów Toeschouwers: 70.181 Scheidsrechter: Ove Dahlberg (SWE) |
| 26 september WK 1974 kwalificatie № 266 «onderlinge duels» 17:30 uur (UTC+1) | Robert Gadocha 29' Grzegorz Lato 34' Jan Domarski 53' |       |       | Śląskistadion, Chorzów Toeschouwers: 70.181 Scheidsrechter: Ove Dahlberg (SWE) |

|                                                                         |                  |       |                     |                                                                             |
| 10 oktober Vriendschappelijk № 267 «onderlinge duels» 20:30 uur (UTC+1) | Nederland        | 1 – 1 | Polen               | De Kuip, Rotterdam Toeschouwers: 16.500 Scheidsrechter: Paul Schiller (AUT) |
| 10 oktober Vriendschappelijk № 267 «onderlinge duels» 20:30 uur (UTC+1) | Theo de Jong 32' |       | 45' Kazimierz Deyna | De Kuip, Rotterdam Toeschouwers: 16.500 Scheidsrechter: Paul Schiller (AUT) |

|                                                                            |                         |       |                  |                                                                                 |
| 17 oktober WK 1974 kwalificatie № 268 «onderlinge duels» 19:45 uur (UTC+1) | Engeland                | 1 – 1 | Polen            | Wembley Stadium, Londen Toeschouwers: 90.587 Scheidsrechter: Vital Loraux (BEL) |
| 17 oktober WK 1974 kwalificatie № 268 «onderlinge duels» 19:45 uur (UTC+1) | Allan Clarke 63' (pen.) |       | 57' Jan Domarski | Wembley Stadium, Londen Toeschouwers: 90.587 Scheidsrechter: Vital Loraux (BEL) |

|                                                                         |                  |       |       |                                                                                  |
| 21 oktober Vriendschappelijk № 269 «onderlinge duels» 15:30 uur (UTC+1) | Ierland          | 1 – 0 | Polen | Dalymount Park, Dublin Toeschouwers: 25.000 Scheidsrechter: Bob Matthewson (ENG) |
| 21 oktober Vriendschappelijk № 269 «onderlinge duels» 15:30 uur (UTC+1) | Miah Dennehy 32' |       |       | Dalymount Park, Dublin Toeschouwers: 25.000 Scheidsrechter: Bob Matthewson (ENG) |

### 1974
|                                                     |                                      |       |                      |                                                                                               |
| 13 april Vriendschappelijk № 270 «onderlinge duels» | Haïti                                | 2 – 1 | Polen                | Sylvio Catorstadion, Port-au-Prince Toeschouwers: 25.000 Scheidsrechter: Luis Villarejo (PUR) |
| 13 april Vriendschappelijk № 270 «onderlinge duels» | Emmanuel Sanon 35' Guy Saint-Vil 49' |       | 86' Andrzej Szarmach | Sylvio Catorstadion, Port-au-Prince Toeschouwers: 25.000 Scheidsrechter: Luis Villarejo (PUR) |

|                                                     |                   |       |                                                           |                                                                                               |
| 15 april Vriendschappelijk № 271 «onderlinge duels» | Haïti             | 1 – 3 | Polen                                                     | Sylvio Catorstadion, Port-au-Prince Toeschouwers: 25.000 Scheidsrechter: Luis Villarejo (PUR) |
| 15 april Vriendschappelijk № 271 «onderlinge duels» | Fritz Leandre 48' |       | 13' Andrzej Szarmach 35' Marek Kusto 38' Andrzej Szarmach | Sylvio Catorstadion, Port-au-Prince Toeschouwers: 25.000 Scheidsrechter: Luis Villarejo (PUR) |

|                                                                       |                       |       |                     |                                                                        |
| 17 april Vriendschappelijk № 272 «onderlinge duels» 20:00 uur (UTC+1) | België                | 1 – 1 | Polen               | Sclessin, Luik Toeschouwers: 5.536 Scheidsrechter: Adolf Mathias (AUT) |
| 17 april Vriendschappelijk № 272 «onderlinge duels» 20:00 uur (UTC+1) | Wilfried Van Moer 32' |       | 67' Kazimierz Deyna | Sclessin, Luik Toeschouwers: 5.536 Scheidsrechter: Adolf Mathias (AUT) |

|                                                                     |                                       |       |             |                                                                                              |
| 15 mei Vriendschappelijk № 273 «onderlinge duels» 17:15 uur (UTC+1) | Polen                                 | 2 – 0 | Griekenland | Stadion Dziesięciolecia, Warschau Toeschouwers: 15.000 Scheidsrechter: Bohumil Smejkal (TCH) |
| 15 mei Vriendschappelijk № 273 «onderlinge duels» 17:15 uur (UTC+1) | Grzegorz Lato 32' Roman Jakóbczak 77' |       |             | Stadion Dziesięciolecia, Warschau Toeschouwers: 15.000 Scheidsrechter: Bohumil Smejkal (TCH) |

| Wereldkampioenschap voetbal 1974 |
| -------------------------------- |

|                                                                    |                                                        |       |                                        |                                                                                  |
| 15 juni WK 1974 Groep 4 № 274 «onderlinge duels» 18:00 uur (UTC+1) | Polen                                                  | 3 – 2 | Argentinië                             | Neckarstadion, Stuttgart Toeschouwers: 32.700 Scheidsrechter: Clive Thomas (WAL) |
| 15 juni WK 1974 Groep 4 № 274 «onderlinge duels» 18:00 uur (UTC+1) | Grzegorz Lato 7' Andrzej Szarmach 8' Grzegorz Lato 62' |       | 60' Ramón Heredia 66' Carlos Babington | Neckarstadion, Stuttgart Toeschouwers: 32.700 Scheidsrechter: Clive Thomas (WAL) |

|                                                                    |       | |       |                                                                                         |
| 19 juni WK 1974 Groep 4 № 275 «onderlinge duels» 19:30 uur (UTC+1) | Haïti | 0 – 7 | Polen | Olympiastadion, München Toeschouwers: 25.300 Scheidsrechter: Godvindasamy Suppiah (SIN) |
| 19 juni WK 1974 Groep 4 № 275 «onderlinge duels» 19:30 uur (UTC+1) |       | 17' Grzegorz Lato 18' Deyna 30' Andrzej Szarmach 31' Gorgoń 34' Andrzej Szarmach 50' Andrzej Szarmach 87' Grzegorz Lato |       | Olympiastadion, München Toeschouwers: 25.300 Scheidsrechter: Godvindasamy Suppiah (SIN) |

|                                                                    |                   |       |                                          |                                                                                          |
| 23 juni WK 1974 Groep 4 № 276 «onderlinge duels» 16:00 uur (UTC+1) | Italië            | 1 – 2 | Polen                                    | Neckarstadion, Stuttgart Toeschouwers: 70.100 Scheidsrechter: Hans-Joachim Weyland (FRG) |
| 23 juni WK 1974 Groep 4 № 276 «onderlinge duels» 16:00 uur (UTC+1) | Fabio Capello 85' |       | 38' Andrzej Szarmach 45' Kazimierz Deyna | Neckarstadion, Stuttgart Toeschouwers: 70.100 Scheidsrechter: Hans-Joachim Weyland (FRG) |

|                                                                    |                   |       |       |                                                                                   |
| 26 juni WK 1974 Groep B № 277 «onderlinge duels» 19:30 uur (UTC+1) | Zweden            | 0 – 1 | Polen | Neckarstadion, Stuttgart Toeschouwers: 44.955 Scheidsrechter: Ramón Barreto (URU) |
| 26 juni WK 1974 Groep B № 277 «onderlinge duels» 19:30 uur (UTC+1) | Grzegorz Lato 44' |       |       | Neckarstadion, Stuttgart Toeschouwers: 44.955 Scheidsrechter: Ramón Barreto (URU) |

|                                                                    |                            |       |                                        |                                                                                         |
| 30 juni WK 1974 Groep B № 278 «onderlinge duels» 16:00 uur (UTC+1) | Polen                      | 2 – 1 | Joegoslavië                            | Waldstadion, Frankfurt am Main Toeschouwers: 53.200 Scheidsrechter: Rudi Glöckner (DDR) |
| 30 juni WK 1974 Groep B № 278 «onderlinge duels» 16:00 uur (UTC+1) | Kazimierz Deyna 24' (pen.) |       | 43' Stanislav Karasi 63' Grzegorz Lato | Waldstadion, Frankfurt am Main Toeschouwers: 53.200 Scheidsrechter: Rudi Glöckner (DDR) |

|                                                                   |       |                 |                |                                                                                          |
| 3 juli WK 1974 Groep B № 279 «onderlinge duels» 16:30 uur (UTC+1) | Polen | 0 – 1           | West-Duitsland | Waldstadion, Frankfurt am Main Toeschouwers: 62.000 Scheidsrechter: Erich Linemayr (AUT) |
| 3 juli WK 1974 Groep B № 279 «onderlinge duels» 16:30 uur (UTC+1) |       | 76' Gerd Müller |                | Waldstadion, Frankfurt am Main Toeschouwers: 62.000 Scheidsrechter: Erich Linemayr (AUT) |

|                                                                        |          |                   |       |                                                                                     |
| 6 juli WK 1974 Troostfinale № 280 «onderlinge duels» 16:00 uur (UTC+1) | Brazilië | 0 – 1             | Polen | Olympiastadion, München Toeschouwers: 77.100 Scheidsrechter: Aurelio Angonese (ITA) |
| 6 juli WK 1974 Troostfinale № 280 «onderlinge duels» 16:00 uur (UTC+1) |          | 77' Grzegorz Lato |       | Olympiastadion, München Toeschouwers: 77.100 Scheidsrechter: Aurelio Angonese (ITA) |

|  |  |  |  |  |  |  |  |  |

|                                                                         |               |       |                                        |                                                                                       |
| 1 september EK 1976 kwalificatie № 281 «onderlinge duels» 15:00 (UTC+2) | Finland       | 1 – 2 | Polen                                  | Olympisch Stadion, Helsinki Toeschouwers: 18.759 Scheidsrechter: John Patterson (SCO) |
| 1 september EK 1976 kwalificatie № 281 «onderlinge duels» 15:00 (UTC+2) | Timo Rahja 3' |       | 23' Andrzej Szarmach 51' Grzegorz Lato | Olympisch Stadion, Helsinki Toeschouwers: 18.759 Scheidsrechter: John Patterson (SCO) |

|                                                                          |                  |       |                                                                 |                                                                                           |
| 4 september Vriendschappelijk № 282 «onderlinge duels» 19:30 uur (UTC+1) | Polen            | 1 – 3 | DDR                                                             | Wojska Polskiegostadion, Warschau Toeschouwers: 25.000 Scheidsrechter: György Müncz (HUN) |
| 4 september Vriendschappelijk № 282 «onderlinge duels» 19:30 uur (UTC+1) | Grzegorz Lato 3' |       | 36' Lothar Kurbjuweit 39' Eberhard Vogel 51' Hans-Jürgen Dörner | Wojska Polskiegostadion, Warschau Toeschouwers: 25.000 Scheidsrechter: György Müncz (HUN) |

|                                                                          |       |                                             |           |                                                                                     |
| 7 september Vriendschappelijk № 283 «onderlinge duels» 16:30 uur (UTC+1) | Polen | 0 – 2                                       | Frankrijk | Olympiastadion, Wrocław Toeschouwers: 25.000 Scheidsrechter: Erik Fredriksson (SWE) |
| 7 september Vriendschappelijk № 283 «onderlinge duels» 16:30 uur (UTC+1) |       | 37' Christian Coste 39' Jean-François Jodar |           | Olympiastadion, Wrocław Toeschouwers: 25.000 Scheidsrechter: Erik Fredriksson (SWE) |

|                                                                       |                                                            |       |         |                                                                                        |
| 9 oktober EK 1976 kwalificatie № 284 «onderlinge duels» 14:30 (UTC+1) | Polen                                                      | 3 – 0 | Finland | Edmund Szycstadion, Poznań Toeschouwers: 38.724 Scheidsrechter: Dušan Maksimović (YUG) |
| 9 oktober EK 1976 kwalificatie № 284 «onderlinge duels» 14:30 (UTC+1) | Henryk Kasperczak 12' Robert Gadocha 14' Grzegorz Lato 53' |       |         | Edmund Szycstadion, Poznań Toeschouwers: 38.724 Scheidsrechter: Dušan Maksimović (YUG) |

|                                                                         |                                     |       |        |                                                                                             |
| 31 oktober Vriendschappelijk № 285 «onderlinge duels» 17:30 uur (UTC+1) | Polen                               | 2 – 0 | Canada | Wojska Polskiegostadion, Warschau Toeschouwers: 3.000 Scheidsrechter: Vladimir Rudnev (URS) |
| 31 oktober Vriendschappelijk № 285 «onderlinge duels» 17:30 uur (UTC+1) | Jerzy Kasalik 6' Roman Jakóbczak 9' |       |        | Wojska Polskiegostadion, Warschau Toeschouwers: 3.000 Scheidsrechter: Vladimir Rudnev (URS) |

|                                                                          |                                         |       |                                         |                                                                                 |
| 13 november Vriendschappelijk № 286 «onderlinge duels» 16:30 uur (UTC+1) | Tsjecho-Slowakije                       | 2 – 2 | Polen                                   | Letenský Stadion, Praag Toeschouwers: 15.000 Scheidsrechter: Adolf Prokop (DDR) |
| 13 november Vriendschappelijk № 286 «onderlinge duels» 16:30 uur (UTC+1) | Ján Švehlík 60' Marián Masný 73' (pen.) |       | 31' Robert Gadocha 53' Andrzej Szarmach | Letenský Stadion, Praag Toeschouwers: 15.000 Scheidsrechter: Adolf Prokop (DDR) |

### 1975
|                                                                       | |       |                  |                                                                                        |
| 26 maart Vriendschappelijk № 287 «onderlinge duels» 15:45 uur (UTC+1) | Polen | 7 – 0 | Verenigde Staten | Stadion im. 22 lipca, Poznań Toeschouwers: 10.000 Scheidsrechter: Zdeněk Jelínek (TCH) |
| 26 maart Vriendschappelijk № 287 «onderlinge duels» 15:45 uur (UTC+1) | Grzegorz Lato 12' Andrzej Szarmach 19' Kazimierz Deyna 32' Andrzej Szarmach 43' Grzegorz Lato 51' Kazimierz Deyna 67' Kazimierz Deyna 71' |       |                  | Stadion im. 22 lipca, Poznań Toeschouwers: 10.000 Scheidsrechter: Zdeněk Jelínek (TCH) |

|                                                                          |        |       |       |                                                                                  |
| 19 april EK 1976 kwalificatie № 288 «onderlinge duels» 15:30 uur (UTC+1) | Italië | 0 – 0 | Polen | Olympisch Stadion, Rome Toeschouwers: 71.048 Scheidsrechter: Robert Héliès (FRA) |
| 19 april EK 1976 kwalificatie № 288 «onderlinge duels» 15:30 uur (UTC+1) |        |       |       | Olympisch Stadion, Rome Toeschouwers: 71.048 Scheidsrechter: Robert Héliès (FRA) |

|                                                                     |                    |       |                                    |                                                                                   |
| 28 mei Vriendschappelijk № 289 «onderlinge duels» 17:30 uur (UTC+1) | DDR                | 1 – 2 | Polen                              | Kurt-Wabbelstadion, Halle Toeschouwers: 20.500 Scheidsrechter: Ulf Eriksson (SWE) |
| 28 mei Vriendschappelijk № 289 «onderlinge duels» 17:30 uur (UTC+1) | Eberhard Vogel 81' |       | 69' Grzegorz Lato 83' Joachim Marx | Kurt-Wabbelstadion, Halle Toeschouwers: 20.500 Scheidsrechter: Ulf Eriksson (SWE) |

|                                                                      |                  |                                                                             |       |                                                                                   |
| 24 juni Vriendschappelijk № 290 «onderlinge duels» 19:30 uur (UTC−4) | Verenigde Staten | 0 – 4                                                                       | Polen | Memorial Stadium, Seattle Toeschouwers: 13.195 Scheidsrechter: Dante Maglio (CAN) |
| 24 juni Vriendschappelijk № 290 «onderlinge duels» 19:30 uur (UTC−4) |                  | 13' Bronisław Bula 38' Grzegorz Lato 70' Andrzej Szarmach 89' Jerzy Wyrobek |       | Memorial Stadium, Seattle Toeschouwers: 13.195 Scheidsrechter: Dante Maglio (CAN) |

|                                                                     |                 |       | |                                                                              |
| 6 juli Vriendschappelijk № 291 «onderlinge duels» 14:30 uur (UTC−4) | Canada          | 1 – 8 | Polen | Autostade, Montréal Toeschouwers: 7.000 Scheidsrechter: Bill Gallacher (CAN) |
| 6 juli Vriendschappelijk № 291 «onderlinge duels» 14:30 uur (UTC−4) | Jim Douglas 68' |       | 6' Joachim Marx 40' Grzegorz Lato 53' Kazimierz Deyna 66' Bronisław Bula 71' Grzegorz Lato 84' Kazimierz Deyna 86' Andrzej Szarmach 89' Grzegorz Lato | Autostade, Montréal Toeschouwers: 7.000 Scheidsrechter: Bill Gallacher (CAN) |

|                                                   |                   |       |                                                                                     |                                                                                                |
| 9 juli Vriendschappelijk № 292 «onderlinge duels» | Canada            | 1 – 4 | Polen                                                                               | Varsity Stadium, Toronto Toeschouwers: 14.321 Scheidsrechter: Alfonso González Archundia (MEX) |
| 9 juli Vriendschappelijk № 292 «onderlinge duels» | Chris Bennett 36' |       | 16' Józef Kwiatkowski 19' Andrzej Szarmach 25' Andrzej Szarmach 41' Kazimierz Deyna | Varsity Stadium, Toronto Toeschouwers: 14.321 Scheidsrechter: Alfonso González Archundia (MEX) |

|                                                                              |                                                                                |       |                         |                                                                                 |
| 10 september EK 1976 kwalificatie № 293 «onderlinge duels» 17:30 uur (UTC+1) | Polen                                                                          | 4 – 1 | Nederland               | Śląskistadion, Chorzów Toeschouwers: 70.409 Scheidsrechter: Pat Partridge (ENG) |
| 10 september EK 1976 kwalificatie № 293 «onderlinge duels» 17:30 uur (UTC+1) | Grzegorz Lato 16' Robert Gadocha 44' Andrzej Szarmach 64' Andrzej Szarmach 74' |       | 81' René van de Kerkhof | Śląskistadion, Chorzów Toeschouwers: 70.409 Scheidsrechter: Pat Partridge (ENG) |

|                                                                        |                                                                               |       |                                    |                                                                             |
| 8 oktober Vriendschappelijk № 294 «onderlinge duels» 17:30 uur (UTC+1) | Polen                                                                         | 4 – 2 | Hongarije                          | Stadion ŁKS, Łódź Toeschouwers: 18.000 Scheidsrechter: Miroslav Kopal (TCH) |
| 8 oktober Vriendschappelijk № 294 «onderlinge duels» 17:30 uur (UTC+1) | Kazimierz Kmiecik 12' Henryk Kasperczak 17' Joachim Marx 31' Joachim Marx 77' |       | 10' László Nagy 89' László Pusztai | Stadion ŁKS, Łódź Toeschouwers: 18.000 Scheidsrechter: Miroslav Kopal (TCH) |

|                                                                            |                                                      |       |       |                                                                                        |
| 15 oktober EK 1976 kwalificatie № 295 «onderlinge duels» 20:15 uur (UTC+1) | Nederland                                            | 3 – 0 | Polen | Olympisch Stadion, Amsterdam Toeschouwers: 56.030 Scheidsrechter: Károly Palotai (HUN) |
| 15 oktober EK 1976 kwalificatie № 295 «onderlinge duels» 20:15 uur (UTC+1) | Johan Neeskens 14' Ruud Geels 48' Frans Thijssen 59' |       |       | Olympisch Stadion, Amsterdam Toeschouwers: 56.030 Scheidsrechter: Károly Palotai (HUN) |

|                                                                            |       |       |        |                                                                                            |
| 26 oktober EK 1976 kwalificatie № 296 «onderlinge duels» 14:00 uur (UTC+1) | Polen | 0 – 0 | Italië | Stadion Dziesięciolecia, Warschau Toeschouwers: 59.773 Scheidsrechter: Paul Schiller (AUT) |
| 26 oktober EK 1976 kwalificatie № 296 «onderlinge duels» 14:00 uur (UTC+1) |       |       |        | Stadion Dziesięciolecia, Warschau Toeschouwers: 59.773 Scheidsrechter: Paul Schiller (AUT) |

### 1976
|                                                                       |                       |       |                                     |                                                                                    |
| 24 maart Vriendschappelijk № 297 «onderlinge duels» 17:30 uur (UTC+1) | Polen                 | 1 – 2 | Argentinië                          | Śląskistadion, Chorzów Toeschouwers: 60.000 Scheidsrechter: Ernst Dörflinger (SUI) |
| 24 maart Vriendschappelijk № 297 «onderlinge duels» 17:30 uur (UTC+1) | Kazimierz Kmiecik 58' |       | 63' Héctor Scotta 68' René Houseman | Śląskistadion, Chorzów Toeschouwers: 60.000 Scheidsrechter: Ernst Dörflinger (SUI) |

|                                                                       |                                                 |       |       |                                                                                           |
| 24 april Vriendschappelijk № 298 «onderlinge duels» 20:30 uur (UTC+1) | Frankrijk                                       | 2 – 0 | Polen | Stade Bollaert-Delelis, Lens Toeschouwers: 14.490 Scheidsrechter: Ferdinand Biwersi (FRG) |
| 24 april Vriendschappelijk № 298 «onderlinge duels» 20:30 uur (UTC+1) | Robert Pintenat 13' Henryk Wawrowski 64' (e.d.) |       |       | Stade Bollaert-Delelis, Lens Toeschouwers: 14.490 Scheidsrechter: Ferdinand Biwersi (FRG) |

|                                                                    |                    |       |       |                                                                                                |
| 6 mei Vriendschappelijk № 299 «onderlinge duels» 17:30 uur (UTC+3) | Griekenland        | 1 – 0 | Polen | Leoforos Alexandrasstadion, Athene Toeschouwers: 16.769 Scheidsrechter: Dimitar Parmakov (BUL) |
| 6 mei Vriendschappelijk № 299 «onderlinge duels» 17:30 uur (UTC+3) | Giorgos Koudas 23' |       |       | Leoforos Alexandrasstadion, Athene Toeschouwers: 16.769 Scheidsrechter: Dimitar Parmakov (BUL) |

|                                                                     |                                        |       |                     |                                                                               |
| 11 mei Vriendschappelijk № 300 «onderlinge duels» 20:00 uur (UTC+1) | Zwitserland                            | 2 – 1 | Polen               | St. Jakob-Park, Bazel Toeschouwers: 8.000 Scheidsrechter: Giulio Ciacci (ITA) |
| 11 mei Vriendschappelijk № 300 «onderlinge duels» 20:00 uur (UTC+1) | Lucio Bizzini 21' Umberto Barberis 59' |       | 87' Zbigniew Boniek | St. Jakob-Park, Bazel Toeschouwers: 8.000 Scheidsrechter: Giulio Ciacci (ITA) |

|                                                                     |       |                              |         |                                                                                      |
| 26 mei Vriendschappelijk № 301 «onderlinge duels» 17:00 uur (UTC+1) | Polen | 0 – 2                        | Ierland | Stadion im. 22 lipca, Poznań Toeschouwers: 15.000 Scheidsrechter: Josef Pouček (TCH) |
| 26 mei Vriendschappelijk № 301 «onderlinge duels» 17:00 uur (UTC+1) |       | 5' Don Givens 11' Don Givens |         | Stadion im. 22 lipca, Poznań Toeschouwers: 15.000 Scheidsrechter: Josef Pouček (TCH) |

| Olympische Spelen 1976 |
| ---------------------- |

|                                                           |      |       |       |                                                                                      |
| 18 juli Olympische Spelen Groep C № 302 15:00 uur (UTC−4) | Cuba | 0 – 0 | Polen | Olympisch Stadion, Montréal Toeschouwers: 29.417 Scheidsrechter: Abraham Klein (ISR) |
| 18 juli Olympische Spelen Groep C № 302 15:00 uur (UTC−4) |      |       |       | Olympisch Stadion, Montréal Toeschouwers: 29.417 Scheidsrechter: Abraham Klein (ISR) |

|                                                                              |                                                     |       |                                  |                                                                                       |
| 22 juli Olympische Spelen Groep C № 303 «onderlinge duels» 20:00 uur (UTC−4) | Iran                                                | 2 – 3 | Polen                            | Olympisch Stadion, Montréal Toeschouwers: 32.309 Scheidsrechter: Arnaldo Coelho (BRA) |
| 22 juli Olympische Spelen Groep C № 303 «onderlinge duels» 20:00 uur (UTC−4) | Andrzej Szarmach 48' Deyna 51' Andrzej Szarmach 75' |       | 6' Ali Parvin 79' Hassan Rowshan | Olympisch Stadion, Montréal Toeschouwers: 32.309 Scheidsrechter: Arnaldo Coelho (BRA) |

|                                                                                  |             | |       |                                                                                      |
| 25 juli Olympische Spelen Kwartfinale № 304 «onderlinge duels» 21:00 uur (UTC−4) | Noord-Korea | 0 – 5                                                                                                | Polen | Olympisch Stadion, Montréal Toeschouwers: 46.855 Scheidsrechter: Paul Schiller (AUT) |
| 25 juli Olympische Spelen Kwartfinale № 304 «onderlinge duels» 21:00 uur (UTC−4) |             | 14' Andrzej Szarmach 49' Andrzej Szarmach 58' Grzegorz Lato 65' Antoni Szymanowski 79' Grzegorz Lato |       | Olympisch Stadion, Montréal Toeschouwers: 46.855 Scheidsrechter: Paul Schiller (AUT) |

|                                                                             |                                                           |       |                   |                                                                                      |
| 31 juli Olympische Spelen Finale № 305 «onderlinge duels» 21:30 uur (UTC−4) | DDR                                                       | 3 – 1 | Polen             | Olympisch Stadion, Montréal Toeschouwers: 71.617 Scheidsrechter: Ramón Barreto (URU) |
| 31 juli Olympische Spelen Finale № 305 «onderlinge duels» 21:30 uur (UTC−4) | Hartmut Schade 7' Martin Hoffmann 14' Reinhard Häfner 84' |       | 59' Grzegorz Lato | Olympisch Stadion, Montréal Toeschouwers: 71.617 Scheidsrechter: Ramón Barreto (URU) |

|  |  |  |  |  |  |  |  |  |

|                                                                          |          |                                     |       |                                                                                       |
| 16 oktober WK 1978 kwalificatie № 306 «onderlinge duels» 21:30 uur (UTC) | Portugal | 0 – 2                               | Polen | Estádio das Antas, Porto Toeschouwers: 30.000 Scheidsrechter: Michel Kitabdjian (FRA) |
| 16 oktober WK 1978 kwalificatie № 306 «onderlinge duels» 21:30 uur (UTC) |          | 49' Grzegorz Lato 77' Grzegorz Lato |       | Estádio das Antas, Porto Toeschouwers: 30.000 Scheidsrechter: Michel Kitabdjian (FRA) |

|                                                                            | |       |        |                                                                                           |
| 31 oktober WK 1978 kwalificatie № 307 «onderlinge duels» 12:00 uur (UTC+1) | Polen | 5 – 0 | Cyprus | Stadion Dziesięciolecia, Warschau Toeschouwers: 50.000 Scheidsrechter: György Müncz (HUN) |
| 31 oktober WK 1978 kwalificatie № 307 «onderlinge duels» 12:00 uur (UTC+1) | Kazimierz Deyna 24' (pen.) Andrzej Szarmach 25' Kazimierz Deyna 40' Zbigniew Boniek 58' Stanisław Terlecki 77' |       |        | Stadion Dziesięciolecia, Warschau Toeschouwers: 50.000 Scheidsrechter: György Müncz (HUN) |

### 1977
|                                                                       |                                     |       |                  |                                                                                |
| 13 april Vriendschappelijk № 308 «onderlinge duels» 18:00 uur (UTC+1) | Hongarije                           | 2 – 1 | Polen            | Népstadion, Boedapest Toeschouwers: 30.000 Scheidsrechter: Heinz Einbeck (DDR) |
| 13 april Vriendschappelijk № 308 «onderlinge duels» 18:00 uur (UTC+1) | Tibor Nyilasi 39' Tibor Nyilasi 76' |       | 47' Adam Nawałka | Népstadion, Boedapest Toeschouwers: 30.000 Scheidsrechter: Heinz Einbeck (DDR) |

|                                                                       |         |       |       |                                                                                  |
| 24 april Vriendschappelijk № 309 «onderlinge duels» 15:30 uur (UTC+1) | Ierland | 0 – 0 | Polen | Dalymount Park, Dublin Toeschouwers: 13.500 Scheidsrechter: Bob Matthewson (ENG) |
| 24 april Vriendschappelijk № 309 «onderlinge duels» 15:30 uur (UTC+1) |         |       |       | Dalymount Park, Dublin Toeschouwers: 13.500 Scheidsrechter: Bob Matthewson (ENG) |

|                                                                       |                    |       |                                                  |                                                                                              |
| 1 mei WK 1978 kwalificatie № 310 «onderlinge duels» 14:30 uur (UTC+1) | Denemarken         | 1 – 2 | Polen                                            | Københavns Idrætspark, Kopenhagen Toeschouwers: 48.000 Scheidsrechter: Anders Mattsson (FIN) |
| 1 mei WK 1978 kwalificatie № 310 «onderlinge duels» 14:30 uur (UTC+1) | Allan Simonsen 49' |       | 7' Włodzimierz Lubański 55' Włodzimierz Lubański | Københavns Idrætspark, Kopenhagen Toeschouwers: 48.000 Scheidsrechter: Anders Mattsson (FIN) |

|                                                                        |                    |       |                                                                |                                                                                      |
| 15 mei WK 1978 kwalificatie № 311 «onderlinge duels» 17:30 uur (UTC+1) | Cyprus             | 1 – 3 | Polen                                                          | Tsirionstadion, Limasol Toeschouwers: 12.000 Scheidsrechter: Menahem Ashkenazi (ISR) |
| 15 mei WK 1978 kwalificatie № 311 «onderlinge duels» 17:30 uur (UTC+1) | Takis Antoniou 14' |       | 28' Grzegorz Lato 40' Stanisław Terlecki 82' Włodzimierz Mazur | Tsirionstadion, Limasol Toeschouwers: 12.000 Scheidsrechter: Menahem Ashkenazi (ISR) |

|                                                   |                                                                 |       |                   |                                                                                   |
| 29 mei Vriendschappelijk № 312 «onderlinge duels» | Argentinië                                                      | 3 – 1 | Polen             | La Bombonera, Buenos Aires Toeschouwers: 70.000 Scheidsrechter: José Cañete (PAR) |
| 29 mei Vriendschappelijk № 312 «onderlinge duels» | Daniel Bertoni 41' (pen.) Leopoldo Luque 53' Daniel Bertoni 72' |       | 32' Grzegorz Lato | La Bombonera, Buenos Aires Toeschouwers: 70.000 Scheidsrechter: José Cañete (PAR) |

|                                                    |                     |       |                                                                |                                                                                |
| 10 juni Vriendschappelijk № 313 «onderlinge duels» | Peru                | 1 – 3 | Polen                                                          | Estadio Nacional, Lima Toeschouwers: 35.000 Scheidsrechter: César Orosco (PER) |
| 10 juni Vriendschappelijk № 313 «onderlinge duels» | Alejandro Luces 62' |       | 15' Andrzej Szarmach 19' Kazimierz Deyna 63' Henryk Kasperczak | Estadio Nacional, Lima Toeschouwers: 35.000 Scheidsrechter: César Orosco (PER) |

|                                                    |                      |       |                                      |                                                                                                 |
| 12 juni Vriendschappelijk № 314 «onderlinge duels» | Bolivia              | 1 – 2 | Polen                                | Estadio Libertador Simón Bolívar, La Paz Toeschouwers: 20.000 Scheidsrechter: Juan Vargas (BOL) |
| 12 juni Vriendschappelijk № 314 «onderlinge duels» | Porfirio Jimenez 21' |       | 12' Grzegorz Lato 90' Zdzisław Kapka | Estadio Libertador Simón Bolívar, La Paz Toeschouwers: 20.000 Scheidsrechter: Juan Vargas (BOL) |

|                                                                      |                                              |       |                     |                                                                                         |
| 19 juni Vriendschappelijk № 315 «onderlinge duels» 16:00 uur (UTC−3) | Brazilië                                     | 3 – 1 | Polen               | Estádio do Morumbi, São Paulo Toeschouwers: 61.801 Scheidsrechter: Arnaldo Coelho (BRA) |
| 19 juni Vriendschappelijk № 315 «onderlinge duels» 16:00 uur (UTC−3) | Paulo Isidoro 22' Reinaldo 41' Rivellino 58' |       | 90' Zbigniew Boniek | Estádio do Morumbi, São Paulo Toeschouwers: 61.801 Scheidsrechter: Arnaldo Coelho (BRA) |

|                                                                          |                                   |       |                       |                                                                                       |
| 24 augustus Vriendschappelijk № 316 «onderlinge duels» 19:00 uur (UTC+1) | Oostenrijk                        | 2 – 1 | Polen                 | Praterstadion, Wenen Toeschouwers: 28.500 Scheidsrechter: Marcel Van Langenhove (BEL) |
| 24 augustus Vriendschappelijk № 316 «onderlinge duels» 19:00 uur (UTC+1) | Josef Stering 15' Hans Krankl 29' |       | 71' Kazimierz Kmiecik | Praterstadion, Wenen Toeschouwers: 28.500 Scheidsrechter: Marcel Van Langenhove (BEL) |

|                                                                          |                                                                         |       |                   |                                                                                 |
| 7 september Vriendschappelijk № 317 «onderlinge duels» 18:00 uur (UTC+3) | Sovjet-Unie                                                             | 4 – 1 | Polen             | Centraalstadion, Wolgograd Toeschouwers: 40.000 Scheidsrechter: Béla Nagy (HUN) |
| 7 september Vriendschappelijk № 317 «onderlinge duels» 18:00 uur (UTC+3) | Leonid Boerjak 6' Yuriy Chesnokov 47' Oleh Blochin 71' Oleh Blochin 75' |       | 57' Grzegorz Lato | Centraalstadion, Wolgograd Toeschouwers: 40.000 Scheidsrechter: Béla Nagy (HUN) |

|                                                                              |                                                                                 |       |                            |                                                                                  |
| 21 september WK 1978 kwalificatie № 318 «onderlinge duels» 17:30 uur (UTC+2) | Polen                                                                           | 4 – 1 | Denemarken                 | Śląskistadion, Chorzów Toeschouwers: 92.500 Scheidsrechter: Nicolae Rainea (ROU) |
| 21 september WK 1978 kwalificatie № 318 «onderlinge duels» 17:30 uur (UTC+2) | Bohdan Masztaler 27' Grzegorz Lato 38' Kazimierz Deyna 62' Andrzej Szarmach 81' |       | 66' (pen.) Kristen Nygaard | Śląskistadion, Chorzów Toeschouwers: 92.500 Scheidsrechter: Nicolae Rainea (ROU) |

|                                                                            |                     |       |                      |                                                                                     |
| 29 oktober WK 1978 kwalificatie № 319 «onderlinge duels» 17:00 uur (UTC+1) | Polen               | 1 – 1 | Portugal             | Śląskistadion, Chorzów Toeschouwers: 80.000 Scheidsrechter: Walter Eschweiler (FRG) |
| 29 oktober WK 1978 kwalificatie № 319 «onderlinge duels» 17:00 uur (UTC+1) | Kazimierz Deyna 38' |       | 61' Manuel Fernandes | Śląskistadion, Chorzów Toeschouwers: 80.000 Scheidsrechter: Walter Eschweiler (FRG) |

|                                                                          |                                            |       |                  |                                                                                     |
| 12 november Vriendschappelijk № 320 «onderlinge duels» 13:45 uur (UTC+1) | Polen                                      | 2 – 1 | Zweden           | Olympiastadion, Wrocław Toeschouwers: 20.000 Scheidsrechter: Vojtech Christov (TCH) |
| 12 november Vriendschappelijk № 320 «onderlinge duels» 13:45 uur (UTC+1) | Marek Kusto 17' Kazimierz Deyna 52' (pen.) |       | 36' Sanny Åslund | Olympiastadion, Wrocław Toeschouwers: 20.000 Scheidsrechter: Vojtech Christov (TCH) |

### 1978
|                                                                       |                    |       |                                                                  |                                                                                    |
| 22 maart Vriendschappelijk № 307 «onderlinge duels» 19:15 uur (UTC+1) | Luxemburg          | 1 – 3 | Polen                                                            | Stade Municipal, Luxemburg Toeschouwers: 3.000 Scheidsrechter: Roland Racine (SUI) |
| 22 maart Vriendschappelijk № 307 «onderlinge duels» 19:15 uur (UTC+1) | Jeannot Reiter 85' |       | 2' Włodzimierz Lubański 7' Andrzej Szarmach 80' Andrzej Szarmach | Stade Municipal, Luxemburg Toeschouwers: 3.000 Scheidsrechter: Roland Racine (SUI) |

|                                                                      |                                                                                                   |       |                                        |                                                                                              |
| 5 april Vriendschappelijk № 322 «onderlinge duels» 17:00 uur (UTC+2) | Polen                                                                                             | 5 – 2 | Griekenland                            | Stadion im. 22 lipca, Poznań Toeschouwers: 10.000 Scheidsrechter: Constantin Dinulescu (ROU) |
| 5 april Vriendschappelijk № 322 «onderlinge duels» 17:00 uur (UTC+2) | Grzegorz Lato 12' Kazimierz Deyna 18' Władysław Żmuda 21' Kazimierz Deyna 33' Zbigniew Boniek 48' |       | 55' Petros Karavitis 77' Thomas Mavros | Stadion im. 22 lipca, Poznań Toeschouwers: 10.000 Scheidsrechter: Constantin Dinulescu (ROU) |

|                                                                       |                                                               |       |         |                                                                              |
| 12 april Vriendschappelijk № 323 «onderlinge duels» 17:00 uur (UTC+2) | Polen                                                         | 3 – 0 | Ierland | Stadion ŁKS, Łódź Toeschouwers: 30.000 Scheidsrechter: Klaus Scheurell (DDR) |
| 12 april Vriendschappelijk № 323 «onderlinge duels» 17:00 uur (UTC+2) | Zbigniew Boniek 52' Kazimierz Deyna 60' Włodzimierz Mazur 82' |       |         | Stadion ŁKS, Łódź Toeschouwers: 30.000 Scheidsrechter: Klaus Scheurell (DDR) |

|                                                                       |                   |       |           |                                                                                              |
| 26 april Vriendschappelijk № 324 «onderlinge duels» 17:00 uur (UTC+2) | Polen             | 1 – 0 | Bulgarije | Stadion Dziesięciolecia, Warschau Toeschouwers: 45.000 Scheidsrechter: Miroslav Stupar (URS) |
| 26 april Vriendschappelijk № 324 «onderlinge duels» 17:00 uur (UTC+2) | Grzegorz Lato 66' |       |           | Stadion Dziesięciolecia, Warschau Toeschouwers: 45.000 Scheidsrechter: Miroslav Stupar (URS) |

| Wereldkampioenschap voetbal 1978 |
| -------------------------------- |

|                                                                   |                |       |       |                                                                                            |
| 1 juni WK 1978 Groep 2 № 325 «onderlinge duels» 15:00 uur (UTC−3) | West-Duitsland | 0 – 0 | Polen | Estadio Monumental, Buenos Aires Toeschouwers: 67.579 Scheidsrechter: Ángel Coerezza (ARG) |
| 1 juni WK 1978 Groep 2 № 325 «onderlinge duels» 15:00 uur (UTC−3) |                |       |       | Estadio Monumental, Buenos Aires Toeschouwers: 67.579 Scheidsrechter: Ángel Coerezza (ARG) |

|                                                                   |                   |       |         | |
| 6 juni WK 1978 Groep 2 № 326 «onderlinge duels» 16:45 uur (UTC−3) | Polen             | 1 – 0 | Tunesië | Estadio Gigante de Arroyito, Rosario Toeschouwers: 9.624 Scheidsrechter: Ángel Franco Martínez (ESP) |
| 6 juni WK 1978 Groep 2 № 326 «onderlinge duels» 16:45 uur (UTC−3) | Grzegorz Lato 43' |       |         | Estadio Gigante de Arroyito, Rosario Toeschouwers: 9.624 Scheidsrechter: Ángel Franco Martínez (ESP) |

|                                                                    |                                                             |       |                   |                                                                                              |
| 10 juni WK 1978 Groep 2 № 327 «onderlinge duels» 16:45 uur (UTC−3) | Polen                                                       | 3 – 1 | Mexico            | Estadio Gigante de Arroyito, Rosario Toeschouwers: 22.651 Scheidsrechter: Jafar Namdar (IRN) |
| 10 juni WK 1978 Groep 2 № 327 «onderlinge duels» 16:45 uur (UTC−3) | Zbigniew Boniek 43' Kazimierz Deyna 56' Zbigniew Boniek 84' |       | Víctor Rangel 52' | Estadio Gigante de Arroyito, Rosario Toeschouwers: 22.651 Scheidsrechter: Jafar Namdar (IRN) |

|                                                                    |                                   |       |       |                                                                                              |
| 14 juni WK 1978 Groep B № 328 «onderlinge duels» 19:15 uur (UTC−3) | Argentinië                        | 2 – 0 | Polen | Estadio Gigante de Arroyito, Rosario Toeschouwers: 37.091 Scheidsrechter: Ulf Eriksson (SWE) |
| 14 juni WK 1978 Groep B № 328 «onderlinge duels» 19:15 uur (UTC−3) | Mario Kempes 16' Mario Kempes 72' |       |       | Estadio Gigante de Arroyito, Rosario Toeschouwers: 37.091 Scheidsrechter: Ulf Eriksson (SWE) |

|                                                                    |                      |       |      |                                                                                             |
| 18 juni WK 1978 Groep B № 329 «onderlinge duels» 13:45 uur (UTC−3) | Polen                | 1 – 0 | Peru | Estadio Ciudad de Mendoza, Mendoza Toeschouwers: 35.288 Scheidsrechter: Pat Partridge (ENG) |
| 18 juni WK 1978 Groep B № 329 «onderlinge duels» 13:45 uur (UTC−3) | Andrzej Szarmach 64' |       |      | Estadio Ciudad de Mendoza, Mendoza Toeschouwers: 35.288 Scheidsrechter: Pat Partridge (ENG) |

|                                                                    |                                                       |       |                   |                                                                                             |
| 21 juni WK 1978 Groep B № 330 «onderlinge duels» 16:45 uur (UTC−3) | Brazilië                                              | 3 – 1 | Polen             | Estadio Ciudad de Mendoza, Mendoza Toeschouwers: 39.586 Scheidsrechter: Juan Silvagno (CHI) |
| 21 juni WK 1978 Groep B № 330 «onderlinge duels» 16:45 uur (UTC−3) | Nelinho 12' Roberto Dinamite 58' Roberto Dinamite 63' |       | 45' Grzegorz Lato | Estadio Ciudad de Mendoza, Mendoza Toeschouwers: 39.586 Scheidsrechter: Juan Silvagno (CHI) |

|  |  |  |  |  |  |  |  |  |

|                                                                      |         |                     |       |                                                                                   |
| 30 augustus Vriendschappelijk № 331 «onderlinge duels» 16:00 (UTC+2) | Finland | 0 – 1               | Polen | Olympisch Stadion, Helsinki Toeschouwers: 4.242 Scheidsrechter: Henry Øberg (NOR) |
| 30 augustus Vriendschappelijk № 331 «onderlinge duels» 16:00 (UTC+2) |         | 81' Stefan Majewski |       | Olympisch Stadion, Helsinki Toeschouwers: 4.242 Scheidsrechter: Henry Øberg (NOR) |

|                                                                           |         |                                   |       |                                                                                  |
| 6 september EK 1980 kwalificatie № 332 «onderlinge duels» 18:15 uur (UTC) | IJsland | 0 – 2                             | Polen | Laugardalsvöllur, Reykjavik Toeschouwers: 6.594 Scheidsrechter: Hugh Perry (NIR) |
| 6 september EK 1980 kwalificatie № 332 «onderlinge duels» 18:15 uur (UTC) |         | 24' Marek Kusto 85' Grzegorz Lato |       | Laugardalsvöllur, Reykjavik Toeschouwers: 6.594 Scheidsrechter: Hugh Perry (NIR) |

|                                                                         |                       |       |       |                                                                                       |
| 11 oktober Vriendschappelijk № 333 «onderlinge duels» 15:00 uur (UTC+2) | Roemenië              | 1 – 0 | Polen | Stadionul Steaua, Boekarest Toeschouwers: 15.000 Scheidsrechter: Yordan Zhezhov (BUL) |
| 11 oktober Vriendschappelijk № 333 «onderlinge duels» 15:00 uur (UTC+2) | Anghel Iordănescu 10' |       |       | Stadionul Steaua, Boekarest Toeschouwers: 15.000 Scheidsrechter: Yordan Zhezhov (BUL) |

|                                                                             |                                     |       |             |                                                                                 |
| 15 november EK 1980 kwalificatie № 334 «onderlinge duels» 17:00 uur (UTC+1) | Polen                               | 2 – 0 | Zwitserland | Olympiastadion, Wrocław Toeschouwers: 27.576 Scheidsrechter: Franz Wöhrer (AUT) |
| 15 november EK 1980 kwalificatie № 334 «onderlinge duels» 17:00 uur (UTC+1) | Zbigniew Boniek 39' Roman Ogaza 56' |       |             | Olympiastadion, Wrocław Toeschouwers: 27.576 Scheidsrechter: Franz Wöhrer (AUT) |

### 1979
|                                                        |         |                                 |       |                                                                                          |
| 18 februari Vriendschappelijk № 335 «onderlinge duels» | Tunesië | 0 – 2                           | Polen | Stade Chedli Zouiten, Tunis Toeschouwers: 20.000 Scheidsrechter: Michel Kitabdjian (FRA) |
| 18 februari Vriendschappelijk № 335 «onderlinge duels» |         | 75' Roman Ogaza 79' Roman Ogaza |       | Stade Chedli Zouiten, Tunis Toeschouwers: 20.000 Scheidsrechter: Michel Kitabdjian (FRA) |

|                                                        |          |                  |       |                                                                                               |
| 21 februari Vriendschappelijk № 336 «onderlinge duels» | Algerije | 0 – 1            | Polen | Stadion van 5 juli 1962, Algiers Toeschouwers: 10.000 Scheidsrechter: Abdelaziz Chihani (ALG) |
| 21 februari Vriendschappelijk № 336 «onderlinge duels» |          | 6' Grzegorz Lato |       | Stadion van 5 juli 1962, Algiers Toeschouwers: 10.000 Scheidsrechter: Abdelaziz Chihani (ALG) |

|                                                                      |                   |       |                  |                                                                                   |
| 4 april Vriendschappelijk № 337 «onderlinge duels» 18:00 uur (UTC+2) | Polen             | 1 – 1 | Hongarije        | Śląskistadion, Chorzów Toeschouwers: 80.000 Scheidsrechter: Klaus Scheurell (DDR) |
| 4 april Vriendschappelijk № 337 «onderlinge duels» 18:00 uur (UTC+2) | Grzegorz Lato 58' |       | 72' György Tatár | Śląskistadion, Chorzów Toeschouwers: 80.000 Scheidsrechter: Klaus Scheurell (DDR) |

|                                                                          |                                        |       |                    |                                                                                    |
| 18 april EK 1980 kwalificatie № 338 «onderlinge duels» 17:00 uur (UTC+1) | DDR                                    | 2 – 1 | Polen              | Zentralstadion, Leipzig Toeschouwers: 45.254 Scheidsrechter: Eldar Azim-Zade (URS) |
| 18 april EK 1980 kwalificatie № 338 «onderlinge duels» 17:00 uur (UTC+1) | Joachim Streich 50' Lutz Lindemann 63' |       | 7' Zbigniew Boniek | Zentralstadion, Leipzig Toeschouwers: 45.254 Scheidsrechter: Eldar Azim-Zade (URS) |

|                                                                       |                                                  |       |           |                                                                                |
| 2 mei EK 1980 kwalificatie № 339 «onderlinge duels» 17:15 uur (UTC+2) | Polen                                            | 2 – 0 | Nederland | Śląskistadion, Chorzów Toeschouwers: 71.298 Scheidsrechter: Robert Wurtz (FRA) |
| 2 mei EK 1980 kwalificatie № 339 «onderlinge duels» 17:15 uur (UTC+2) | Zbigniew Boniek 20' Włodzimierz Mazur 65' (pen.) |       |           | Śląskistadion, Chorzów Toeschouwers: 71.298 Scheidsrechter: Robert Wurtz (FRA) |

|                                                                          | |       |       |                                                                                        |
| 19 augustus Vriendschappelijk № 340 «onderlinge duels» 16:00 uur (UTC+2) | Polen                                                                                                   | 5 – 0 | Libië | Stadion 650-lecia, Słupsk Toeschouwers: 25.000 Scheidsrechter: Widukind Herrmann (DDR) |
| 19 augustus Vriendschappelijk № 340 «onderlinge duels» 16:00 uur (UTC+2) | Paweł Janas 1' Stanisław Terlecki 48' Kazimierz Kmiecik 55' (pen.) Roman Faber 65' Henryk Wieczorek 87' |       |       | Stadion 650-lecia, Słupsk Toeschouwers: 25.000 Scheidsrechter: Widukind Herrmann (DDR) |

|                                                                          |                                                              |       |          |                                                                                              |
| 29 augustus Vriendschappelijk № 341 «onderlinge duels» 17:00 uur (UTC+2) | Polen                                                        | 3 – 0 | Roemenië | Stadion Dziesięciolecia, Warschau Toeschouwers: 20.000 Scheidsrechter: Anders Mattsson (FIN) |
| 29 augustus Vriendschappelijk № 341 «onderlinge duels» 17:00 uur (UTC+2) | Grzegorz Lato 30' Stanisław Terlecki 77' Zbigniew Boniek 84' |       |          | Stadion Dziesięciolecia, Warschau Toeschouwers: 20.000 Scheidsrechter: Anders Mattsson (FIN) |

|                                                                              |             |                                               |       |                                                                                                  |
| 12 september EK 1980 kwalificatie № 342 «onderlinge duels» 20:15 uur (UTC+1) | Zwitserland | 0 – 2                                         | Polen | Stade Olympique de la Pontaise, Lausanne Toeschouwers: 22.363 Scheidsrechter: Otto Anderco (ROU) |
| 12 september EK 1980 kwalificatie № 342 «onderlinge duels» 20:15 uur (UTC+1) |             | 34' Stanisław Terlecki 63' Stanisław Terlecki |       | Stade Olympique de la Pontaise, Lausanne Toeschouwers: 22.363 Scheidsrechter: Otto Anderco (ROU) |

|                                                                              |                      |       |                     |                                                                                 |
| 26 september EK 1980 kwalificatie № 343 «onderlinge duels» 17:45 uur (UTC+2) | Polen                | 1 – 1 | DDR                 | Śląskistadion, Chorzów Toeschouwers: 63.938 Scheidsrechter: Pat Partridge (ENG) |
| 26 september EK 1980 kwalificatie № 343 «onderlinge duels» 17:45 uur (UTC+2) | Henryk Wieczorek 77' |       | 62' Reinhard Häfner | Śląskistadion, Chorzów Toeschouwers: 63.938 Scheidsrechter: Pat Partridge (ENG) |

|                                                                            |                                        |       |         |                                                                                               |
| 10 oktober EK 1980 kwalificatie № 344 «onderlinge duels» 17:30 uur (UTC+1) | Polen                                  | 2 – 0 | IJsland | Henryk Reymanstadion, Krakau Toeschouwers: 13.352 Scheidsrechter: Henning Lund Sørensen (DEN) |
| 10 oktober EK 1980 kwalificatie № 344 «onderlinge duels» 17:30 uur (UTC+1) | Roman Ogaza 55' Roman Ogaza 74' (pen.) |       |         | Henryk Reymanstadion, Krakau Toeschouwers: 13.352 Scheidsrechter: Henning Lund Sørensen (DEN) |

|                                                                            |                  |       |                   |                                                                                       |
| 17 oktober EK 1980 kwalificatie № 345 «onderlinge duels» 20:00 uur (UTC+1) | Nederland        | 1 – 1 | Polen             | Olympisch Stadion, Amsterdam Toeschouwers: 45.049 Scheidsrechter: Paolo Casarin (ITA) |
| 17 oktober EK 1980 kwalificatie № 345 «onderlinge duels» 20:00 uur (UTC+1) | Huub Stevens 64' |       | 38' Wojciech Rudy | Olympisch Stadion, Amsterdam Toeschouwers: 45.049 Scheidsrechter: Paolo Casarin (ITA) |

CONMEBOL: Colombia · Ecuador

UEFA: Albanië · België · Bulgarije · Cyprus · Denemarken · West-Duitsland · Duitse Democratische Republiek · Engeland · Finland · Frankrijk · Griekenland · Hongarije · IJsland · Ierland · Italië · Joegoslavië · Luxemburg · Malta · Nederland · Noord-Ierland · Noorwegen · Oostenrijk · Polen · Portugal · Roemenië · Schotland ·  Sovjet-Unie ·  Spanje · Tsjecho-Slowakije · Turkije · Wales ·  Zweden · Zwitserland

CAF: Madagaskar AFC: Israël

Poolse voetbalbond · A-internationals · Selecties · Statistieken · Pools vrouwenelftal · Olympisch elftal · Polen U21 · Polen U20 · Polen U19 · Polen U18 · Polen U17 · Polen U16
1921 – 1929 ·
1930 – 1939 ·
1940 – 1949 ·
1950 – 1959 ·
1960 – 1969 ·
1970 – 1979 ·
1980 – 1989 ·
1990 – 1999 ·
2000 – 2009 ·
2010 – 2019 ·
2020 – 2029
EK 2008 · 
EK 2012 · 
EK 2016 · 
EK 2020
WK 1938 ·
WK 1974 ·
WK 1978 ·
WK 1982 ·
WK 1986 ·
WK 2002 ·
WK 2006 ·
WK 2018
OS 1924 ·
OS 1936 ·
OS 1972 ·
OS 1976 ·
OS 1992
1921 · 
1922 · 
1923 · 
1924 · 
1925 · 
1926 · 
1927 · 
1928 · 
1929 · 
1930 · 
1931 · 
1932 · 
1933 · 
1934 · 
1935 · 
1936 · 
1937 · 
1938 · 
1939 · 
1940–1946 · 
1947 · 
1948 · 
1949 · 
1950 · 
1951 · 
1952 · 
1953 · 
1954 · 
1955 · 
1956 · 
1957 · 
1958 · 
1959 · 
1960 · 
1961 · 
1962 · 
1963 · 
1964 · 
1965 · 
1966 · 
1967 · 
1968 · 
1969 · 
1970 · 
1971 · 
1972 · 
1973 · 
1974 · 
1975 · 
1976 · 
1977 · 
1978 · 
1979 · 
1980 · 
1981 · 
1982 · 
1983 · 
1984 · 
1985 · 
1986 · 
1987 · 
1988 · 
1989 · 
1990 · 
1991 · 
1992 · 
1993 · 
1994 · 
1995 · 
1996 · 
1997 · 
1998 · 
1999 · 
2000 · 
2001 · 
2002 · 
2003 · 
2004 · 
2005 · 
2006 · 
2007 · 
2008 · 
2009 · 
2010 · 
2011 · 
2012 · 
2013 · 
2014 ·
2015 ·
2016 ·
2017 ·
2018 ·
2019 ·
2020 ·
2021
Albanië ·
Algerije ·
Andorra ·
Argentinië ·
Armenië ·
Australië ·
Azerbeidzjan ·
België ·
Bolivia ·
Bosnië en Herzegovina ·
Brazilië ·
Bulgarije ·
Canada ·
Chili ·
China ·
Colombia ·
Costa Rica ·
Cyprus ·
DDR ·
Denemarken ·
Duitsland ·
Ecuador ·
Egypte ·
Engeland ·
Estland ·
Faeröer · 
Finland ·
Frankrijk ·
Georgië ·
Gibraltar ·
Griekenland ·
Guatemala ·
Haïti ·
Hongarije ·
Ierland ·
India ·
Irak ·
Iran ·
Israël ·
Italië ·
Ivoorkust ·
IJsland ·
Japan ·
Joegoslavië ·
Kameroen ·
Kazachstan ·
Koeweit ·
Kroatië ·
Letland ·
Libië ·
Liechtenstein ·
Litouwen ·
Luxemburg ·
Marokko ·
Malta ·
Mexico ·
Moldavië ·
Montenegro ·
Nederland ·
Nieuw-Zeeland ·
Nigeria ·
Noord-Ierland ·
Noord-Korea ·
Noord-Macedonië ·
Noorwegen ·
Oekraïne ·
Oostenrijk ·
Peru ·
Portugal ·
Roemenië ·
Rusland ·
San Marino ·
Saoedi-Arabië · 
Schotland ·
Senegal ·
Servië ·
Servië en Montenegro · 
Singapore ·
Slovenië ·
Slowakije ·
Sovjet-Unie ·
Spanje ·
Thailand · 
Tsjechië ·
Tsjecho-Slowakije ·
Tunesië ·
Turkije ·
Uruguay ·
Verenigde Arabische Emiraten ·
Verenigde Staten ·
Wales ·
Wit-Rusland ·
Zuid-Afrika ·
Zuid-Korea ·
Zweden ·
Zwitserland
België (1982) ·
Colombia (2018) ·
Costa Rica (2006) ·
Duitsland (2006) ·
Duitsland (2008) ·
Duitsland (2016) ·
Ecuador (2006) ·
Frankrijk (1982) ·
Frankrijk (2022) ·
Griekenland (2012) ·
Italië (1982, 1) ·
Italië (1982, 2) ·
Japan (2018) ·
Kameroen (1982) ·
Kroatië (2008) ·
Noord-Ierland (2016) ·
Oostenrijk (2008) ·
Peru (1982) ·
Rusland (2012) ·
Senegal (2018) ·
Slowakije (2021) ·
Sovjet-Unie (1982) ·
Spanje (2021) ·
Tsjechië (2012) ·
Zweden (2021)